# Кобилянський Владислав Олександрович
Владислав Олександрович Кобилянський (2 січня 2002 , Макіївка, Донецька область ) — український футболіст, півзахисник киргизького клубу «Дордой».

## Кар'єра

### Ранні роки
Вихованець футбольної академії донецького «Шахтаря», який футболіст залишив у жовтні 2020 року. У травні 2021 року футболіст на правах вільного агента перейшов до турецького клубу «Газіантеп», з яким підписав п'ятирічний контракт. У серпні 2021 року футболіст на правах орендної угоди приєднався до люксембурзького клубу «Уніон Тітус Петанж» до кінця сезону. Дебютував за клуб 11 грудня 2021 року в матчі проти клубу «Фола», вийшовши на поле у стартовому складі. Протягом сезону футболіст був одним із ключових гравців люксембурзького клубу, який той залишив після закінчення терміну орендної угоди.

### Виступи у Португалії
У серпні 2022 року футболіст на правах вільного агента перейшов до португальського клубу «Уніан Лейрія». Новий сезон футболіст розпочинав у клубі з лави запасних. Дебютував за клуб футболіст 27 листопада 2022 року в матчі проти клубу «Калдаш», вийшовши на заміну на 86 хвилині. Однак закріпитися в основній команді клубу у футболіста не вийшло, за яку провів лише 3 матчі, результативними діями не відзначившись, і з січня 2023 перестав потрапляти в заявку на матчі. За підсумками сезону футболіст разом із клубом став переможцем чемпіонату, тим самим отримавши пряме підвищення у Другу лігу.
У новому сезоні футболіст не був гравцем основної команди «Уніан Лейрії», за яку зіграв лише матч у Кубку Португалії, тому у січні 2024 року футболіст на правах орендної угоди приєднався до португальського клубу «Олівейра-ду-Ошпітал» до кінця сезону. Дебютував за клуб футболіст 13 січня 2024 року в матчі проти ковільянського «Спортінга», вийшовши на заміну на 65 хвилині. Загалом провів за команд 10 ігор у чемпіонаті.

### «Дордой»
У лютому 2025 року підписав річний контракт з бішкекським клубом «Дордой».

## Міжнародна кар'єра
У листопаді 2017 року футболіст виступав за юнацьку збірну України до 16 років, провівши два матчі.
У жовтні 2018 року футболіст отримав виклик у юнацьку збірну України до 17 років для участі у фінальній стадії кваліфікацій юнацького чемпіонату Європи. Дебютував за збірну футболіст 10 жовтня 2018 року у матчі проти збірної Ісландії і загалом провів за неї 6 матчів.

## Досягнення
- Переможець Третьої ліги Португалії: 2022/23